# Remo Costanzo
Remo José Costanzo (Viedma, 29 de noviembre de 1933-Viedma, 26 de diciembre de 2023) fue un político argentino, perteneciente al Partido Justicialista (PJ)  que fungió como Senador Nacional por la provincia de Río Negro entre 1989 y 2001, siendo uno de los principales referentes del justicialismo rionegrino durante las décadas de 1980 y 1990.

## Biografía
Se recibió de escribano en la Facultad de Ciencias Jurídicas y Sociales de la Universidad Nacional de La Plata.
Inició su carrera política en 1956 como delegado estudiantil ante el consejo académico de dicha universidad. En 1969 se afilió al Partido Justicialista (PJ) de la ciudad de Viedma, llegando a la presidencia del mismo. A lo largo de su carrera partidaria, fue secretario del consejo de finanzas del Consejo Nacional Justicialista y apoderado general del partido.
A lo largo de su trayectoria política fue legislador provincial, director de minería, secretario de planeamiento del gobierno rionegrino, asesor en desarrollo y delegado del Consejo Federal de Inversiones (CFI). En 1987 se presentó por primera vez como candidato a gobernador provincial. En esas elecciones, quedó en segundo lugar con el 35,14 % de los votos. Volvió a presentarse en las elecciones provinciales de 1995, quedando nuevamente en el segundo lugar con el 44,59 % de los votos, y en las elecciones provinciales de 1999, volviendo a quedar en segundo lugar, con el 41,72 % de los votos.
Entre 1989 y 2001 se desempeñó como Senador de la Nación Argentina por la provincia de Río Negro. En 2000 formó parte de los senadores acusados de recibir sobornos del gobierno de Fernando de la Rúa, junto a Alberto Tell, Emilio Cantarero, Ricardo Branda y Augusto Alasino, para aprobar la ley 25.250 de Reforma Laboral, en lo que se conoció como el «escándalo de coimas en el Senado». Por ese hecho fue procesado por el juez Daniel Rafecas. Después de una investigación que incluyó un examen del movimiento de dinero de las cuentas de la Secretaría de Inteligencia del Estado (SIDE) que no encontró evidencia que respaldara las denuncias, todos los imputados fueron absueltos en diciembre de 2012 por los jueces Miguel Pons, Guillermo Gordo y Fernando Ramírez, por considerarse que no era posible probar ningún delito. Finalmente, la Cámara Federal de Casación confirmó la sentencia.
En 2001 quiso renovar su banca pero perdió las elecciones. Tras dejar la política, fundó y dirigió la revista El Medio. También ha dirigido una fundación.

## Obra
- 1998, Viedma: historia de una identificación.[10]